# Fidencio Berrade
Fidencio Berrade Tanco, O.S.B. (Ibilcieta, Navarra, 16 de noviembre de 1936 — Sestao, Vizcaya, 1 de junio de 2022) fue un sacerdote católico, presbítero diocesano, religioso benedictino, músico y filósofo español.

## Biografía
Nació en Ibilcieta (Navarra). Hizo la licenciatura en filosofía en la Universidad Pontificia de Santo Tomás de Aquino en Roma (Italia) en 1964. Fue religioso benedictino. Realizó sus estudios de canto gregoriano en el monasterio benedictino de la Abadía de Solesmes (Francia).
Ingresó en el Monasterio de Santa Teresa de Jesús de Lazcano y allí se profesó el 8 de septiembre de 1954. Fue ordenado sacerdote presbítero en 1959 en Pamplona. Fue destinado primero en Cuenca y posteriormente a la Diócesis de Bilbao. En 1984 fue destinado a Sestao (Vizcaya), donde permaneció hasta su fallecimiento.
En 1988 se incorporó al Equipo Presbiteral que atiende a las parroquias de Santa María de la Anunciación, Nuestra Señora de Begoña, Sagrado Corazón de Jesús y San Miguel Arcángel. Se integró en el equipo ministerial de la diócesis. También fue organista del Santuario de Nuestra Señora de Estíbaliz.
Además de sus labores de religioso, impartía clases de filosofía y ética en el instituto de Sestao.
Falleció el 1 de junio de 2022 en Sestao.